# ランベール・ロンバール
ランベール・ロンバール（Lambert Lombard、1505年か1506年生まれ、1566年没）はフランドルの画家、学者である。イタリアでルネサンス美術を学び、ネーデルランド地域の美術に影響を与えた。

## 略歴
10世紀以来、リエージュ司教領であったリエージュに生まれた。アントウェルペンで画家としての訓練を受け、ミデルブルフやゼーラントでヤン・ホッサールト(c.1478-c.1532)やヤン・ファン・スコーレル(1495-1562)といった画家から絵を学んだ。ドイツやフランスも旅したとされる。
1532年からリエージュ司教の、エラール・ド・ラ・マルク(Érard de la Marck: 1472–1538)に仕え、1537年にイングランドの枢機卿、レジナルド・ポールに随行してローマへ旅し、司教のために美術品を購入し、修行するように命じられた。ローマではミケランジェロ(1475-1564)らのイタリア・ルネサンスの巨匠たちと知り合った。
リエージュに戻ると、ネーデルランド最初の美術学校を開き、フランス・フロリス(1519/1520-1570)やウィレム・カイ(Willem Key: 1516–1568)、スアヴィウス(Lambert Suavius: 1510-1567)、ドミニクス・ランプソニウス(Dominicus Lampsonius: 1536-1599)、ピーター・フルニウス(Pieter Jalhea Furnius:1545-1610)といったフランドルの画家に影響を与えた.。

## 作品

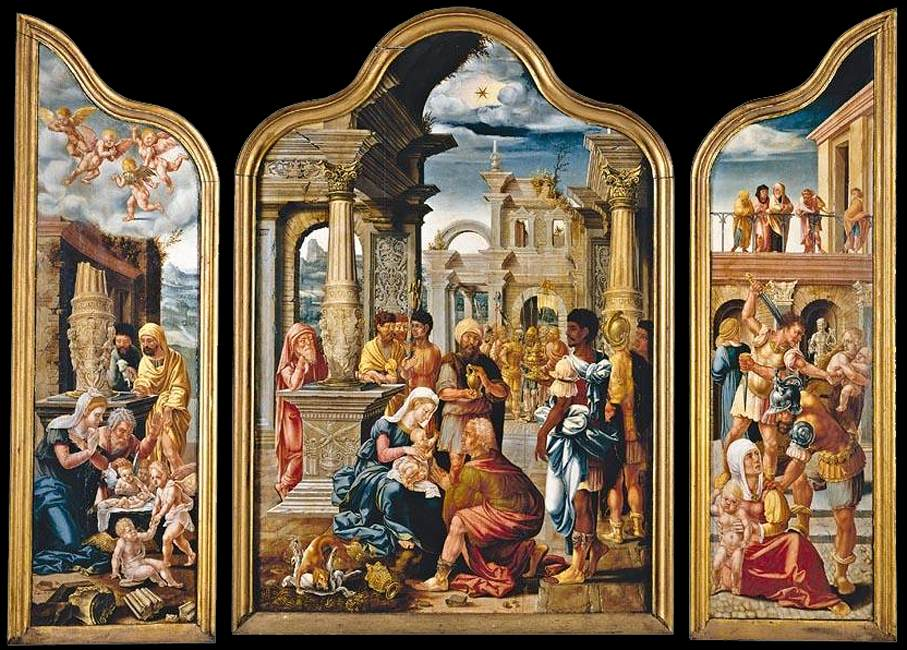
三連祭壇画 (c.1533)
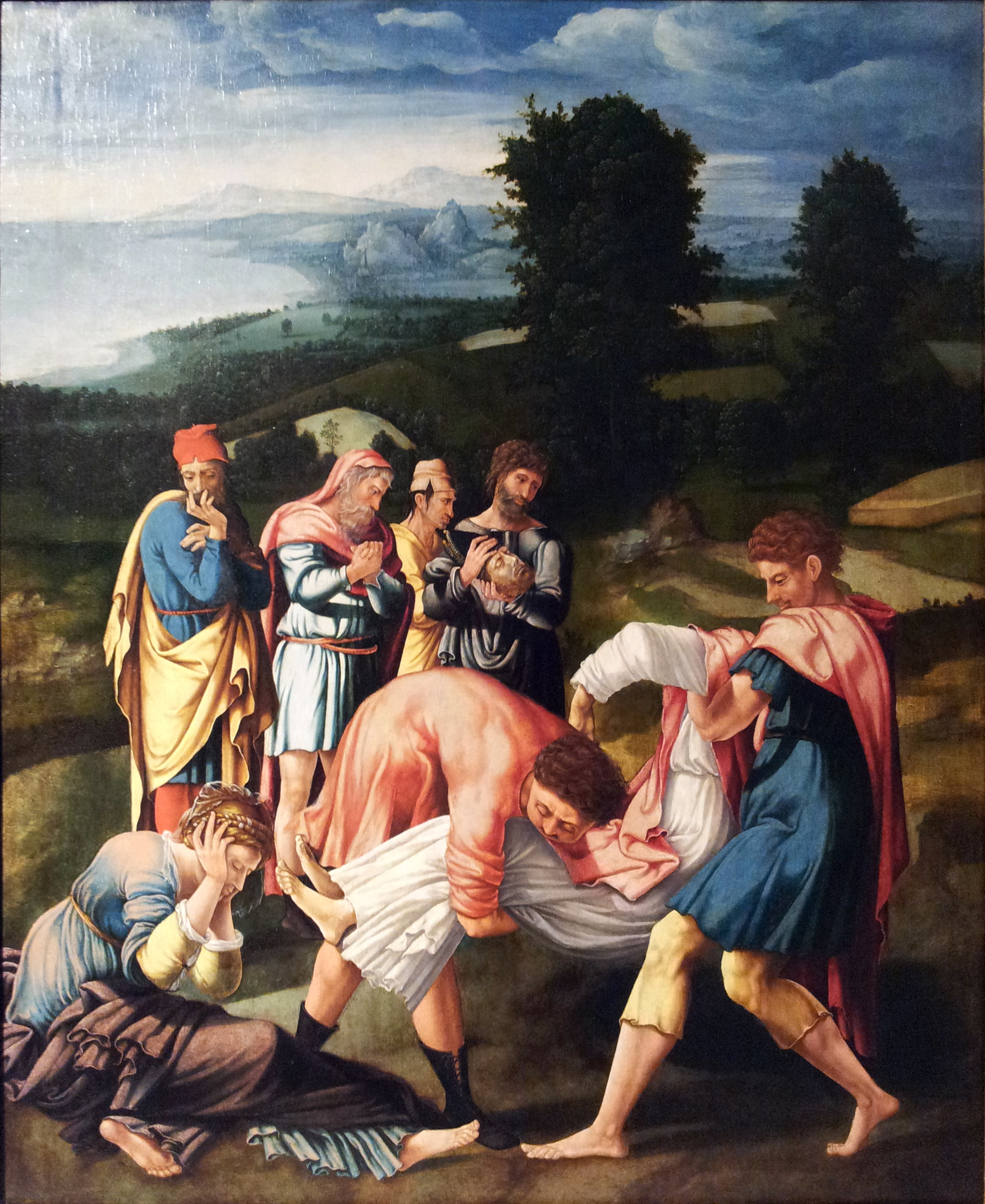
聖ドニの葬儀
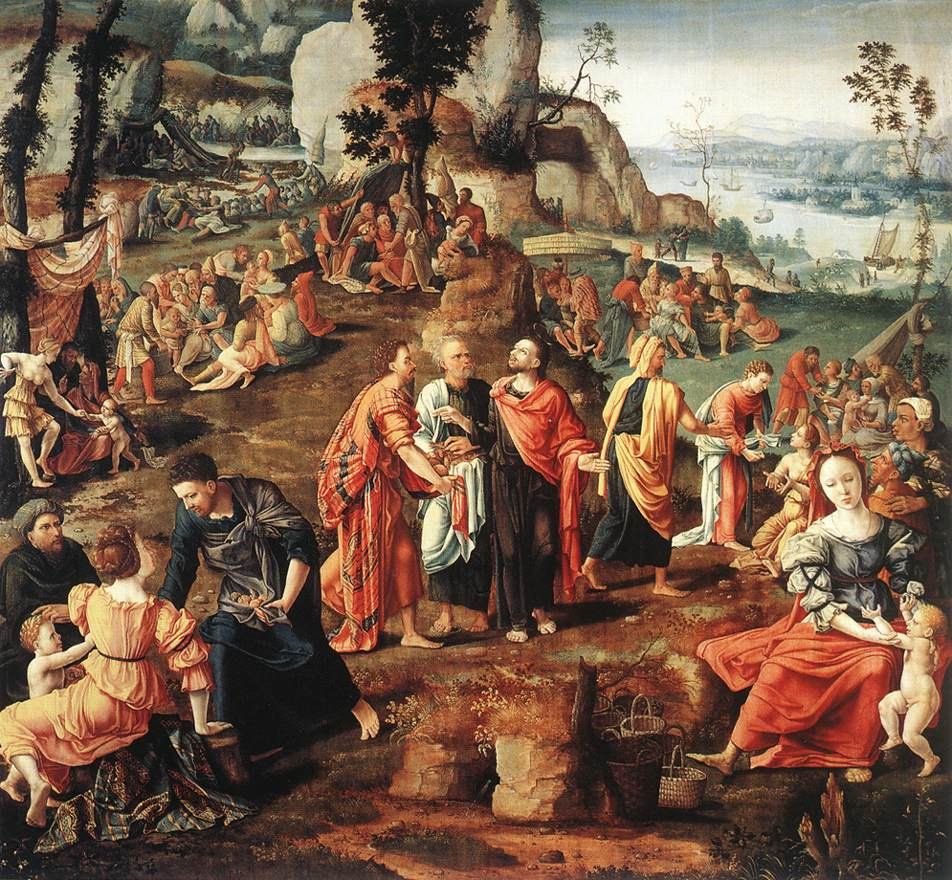
パンと魚の奇跡